# Italochrysa guerini
Italochrysa guerini is een insect uit de familie van de gaasvliegen (Chrysopidae), die tot de orde netvleugeligen (Neuroptera) behoort. 
Italochrysa guerini is voor het eerst wetenschappelijk beschreven door Navás in 1911.